# Sonderfahndungsliste G.B.

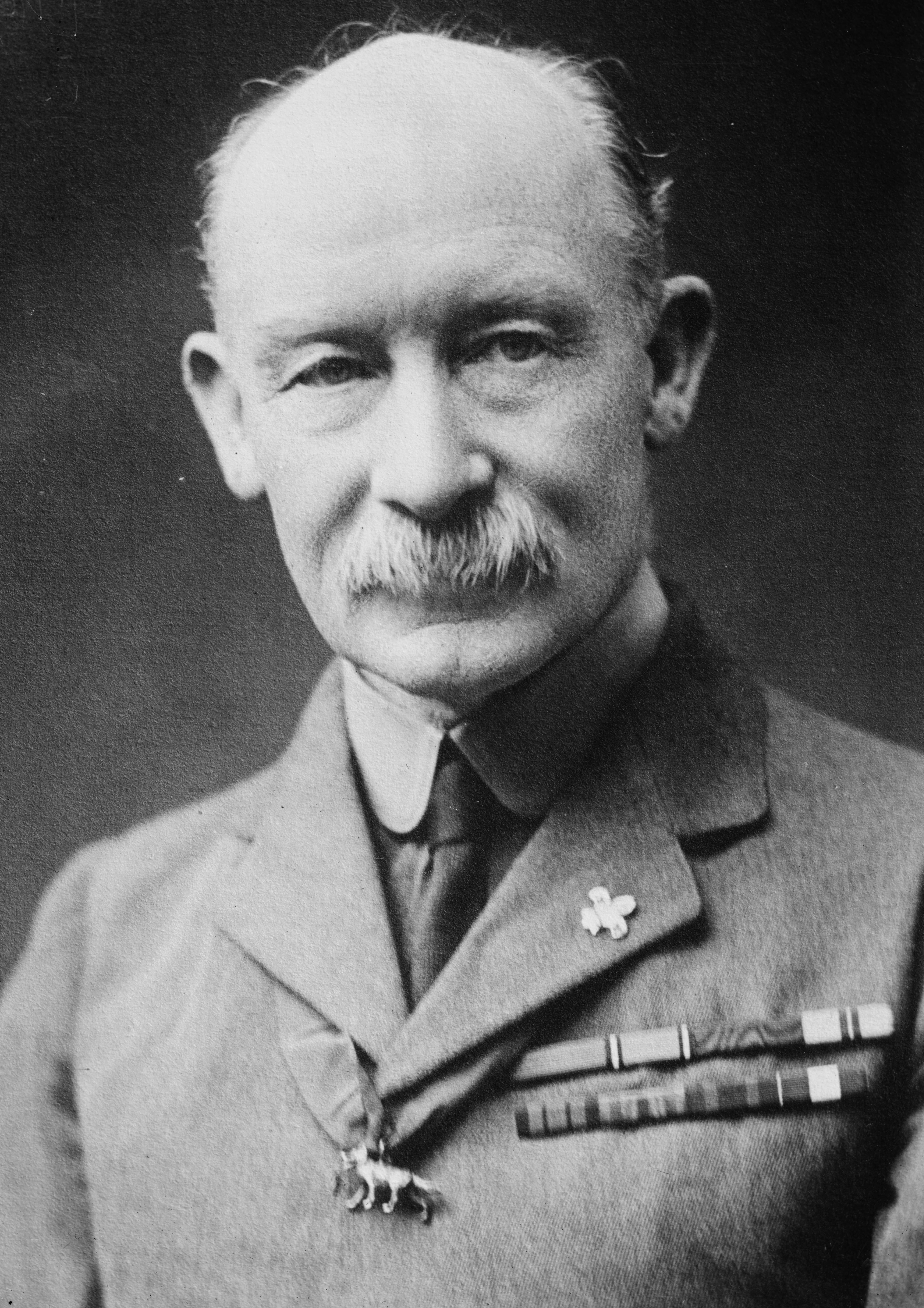
Generał Robert Baden-Powell twórca skautingu

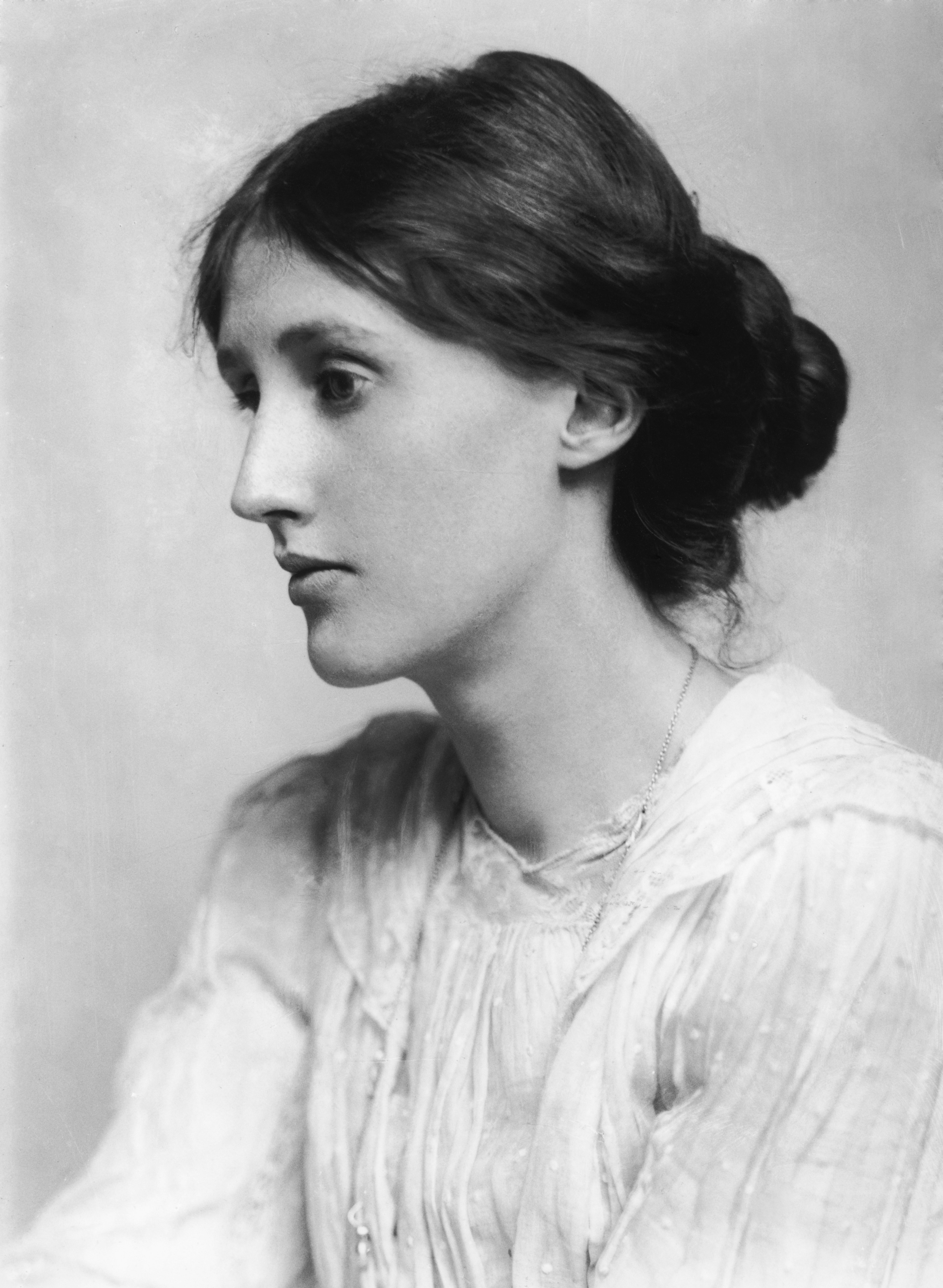
Pisarka Virginia Woolf

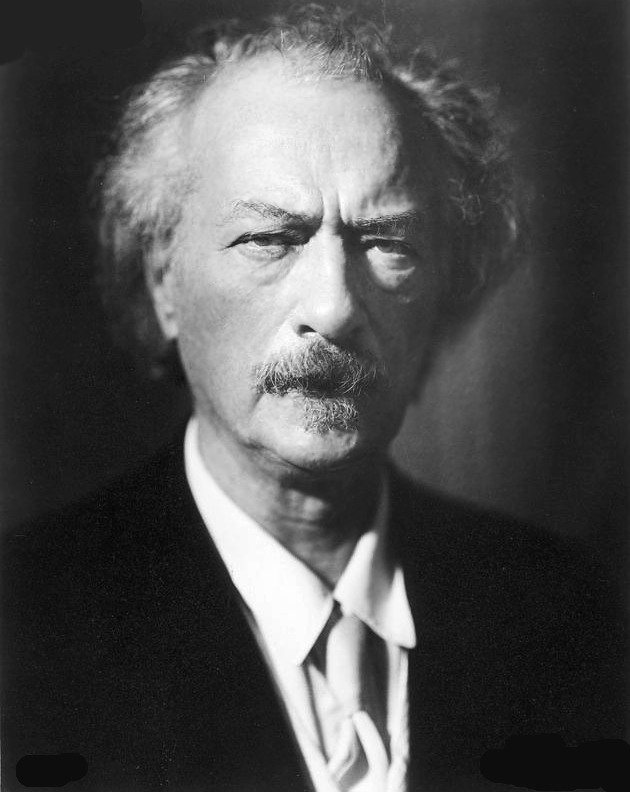
Pianista i premier Polski – Ignacy Jan Paderewski

Sonderfahndungsbuch G.B. – lista prominentnych Brytyjczyków oraz emigrantów politycznych z okupowanej Europy, którzy mieli być aresztowani podczas II wojny światowej przez Niemców po udanej inwazji na Wielką Brytanię.

## Nazwa i znaczenie
Sonderfahndungsliste G.B. dosłownie oznaczała „Specjalną listę poszukiwań w Wielkiej Brytanii”. Po wojnie upowszechniła się angielska potoczna nazwa The Black Book („Czarna księga”).

## Opis
Listę przygotował wywiad SS dla Einsatzgruppen i zawierała ona nazwiska 2820 ludzi, głównie Brytyjczyków, ale także uchodźców z Europy kontynentalnej, którzy mieli zostać niezwłocznie aresztowani po przejęciu kontroli nad wyspą przez Niemców po inwazji na Wielką Brytanię. Kompilacja została przygotowana przez Waltera Schellenberga. Z 20 000 oryginalnych egzemplarzy tej książki przetrwały tylko dwa. Oba znajdują się obecnie w Imperial War Museum w Londynie.
Książka, obok Sonderfahndungsbuch Polen oraz Informationsheft G.B., była jedną z kilku list wrogów politycznych, jakie SS przygotowało dla oddziałów Einsatzkommando, które miały dokonywać według nich aresztowań oraz eliminacji.

## Niektóre nazwiska umieszczone na liście
- sir Norman Angell – laureat Pokojowej Nagrody Nobla w 1933 roku,
- Robert Baden-Powell – twórca scoutingu,
- Edvard Beneš – prezydent Czechosłowacji przebywający na emigracji,
- Neville Chamberlain – premier Wielkiej Brytanii,
- Winston Churchill – premier Wielkiej Brytanii,
- Duff Cooper – minister,
- Anthony Eden – sekretarz ministerstwa wojny,
- Zygmunt Freud – twórca psychoanalizy,
- Charles de Gaulle – przywódca Wolnej Francji,
- sir Philip Gibbs – dziennikarz i pisarz,
- Aldous Huxley – pisarz,
- Jan Masaryk – minister spraw zagranicznych Czechosłowacji,
- Gilbert Murray – nauczyciel; działacz Ligi Narodów,
- Bertrand Russell – filozof, historyk i pacyfista,
- Beatrice Webb – ekonomistka i socjalistka,
- Chaim Weizman – działacz syjonistyczny,
- H.G. Wells – pisarz i socjalista,
- Rebecca West – angielska sufrażystka,
- Virginia Woolf – pisarka.

### Polacy umieszczeni na liście
- Ignacy Jan Paderewski – pianista i premier Polski,
- August Zaleski – polski polityk i dyplomata, dwukrotny minister spraw zagranicznych,
- Zofia Zaleska – działaczka społeczna, dziennikarka, poseł na Sejm RP III kadencji (1933-1935), członek Rady Narodowej Rzeczypospolitej Polskiej 1939–1945,
- Lucjan Żeligowski – generał broni Wojska Polskiego,
- Jan Żychoń – major piechoty Wojska Polskiego, oficer wywiadu wojskowego Oddziału II Sztabu Głównego Wojska Polskiego,